# طالب (اسم)
طالب اسم عَلَم مذكر. ذكرت «موسوعة السلطان قابوس للأسماء العربية»: «طَالِب من (ط ل ب) الذي يطلب العلم ويطلق عُرْفاً على التلميذ في مرحلتي التعليم الثانوية والعالية ومن يهم بتحصيل الشيء أو يلتمسه ويريده.». وأبو طالب كنية الفَرَس.